# وثائق الهوية (فلم)
وثائق الهوية (بالفرنسية: Pièces d'identités) فيلم كوميدي بلجيكي فرنسي كونغولي من تأليف وإخراج مويزي نغانغورا سنة 1998. تم عرضه لأول مرة في مهرجان تورنتو السينمائي الدولي سنة 1998.

## القصة
ماني كونغو هو ملك باكونغو (Bakongo). غادرت ابنته الوحيدة، موانا إلى بلجيكا عندما كانت طفلة صغيرة على أمل أن تصبح طبيبة، لكن الاتصال بها قد فقد خلال السنوات القليلة الماضية. يقرر ماني كونغو السفر إلى بلجيكا بحثًا عن ابنته. عند وصوله، سيتعين عليه التعامل مع الشتات الأفريقي، بالإضافة إلى التحيزات المتفشية في المجتمع الأوروبي. هو نفسه سيجد أصدقاء جيدين بين البيض الفقراء من الطبقة الدنيا.

## الجوائز
حاز الفيلم على عدة جوائز في المهرجان الأفريقي للسينما والتلفزيون في واغادوغو سنة 1999، بما في ذلك الجائزة الكبرى. كما فاز بجائزة اختيار الجمهور في مهرجان دنفر السينمائي الدولي.

## روابط خارجية
- مقالات تستعمل روابط فنية بلا صلة مع ويكي بيانات